# جياكومو فاي
جياكومو فاي (بالإيطالية: Giacomo Fei)‏ (10 فبراير 1992 في إيطاليا - ) هو لاعب كرة قدم إيطالي في مركز الهجوم. لعب مع فيورنتينا وASD Sangiovannese 1927 ‏ ونادي أريتسو.

## وصلات خارجية
- جياكومو فاي على موقع قاعدة بيانات كرة القدم.إي يو (الإنجليزية)